# Mauricio Solís
Mauricio Rodrigo Solís Mora (Heredia, Costa Rica, 13 de diciembre de 1972) es un exfutbolista y entrenador costarricense Actualmente es asistente técnico de Asociación Deportiva San Carlos.

## Trayectoria
Comenzó su carrera deportiva con el Club Sport Herediano, haciendo su debut en la Primera División de Costa Rica el 5 de noviembre de 1990, en un encuentro con marcador de 1-1 ante la Asociación Deportiva Limonense. En su primer paso con el equipo de Heredia alcanzaría el título de campeón en la temporada 1992-1993. Posteriormente se vincularía en 1996 al Derby County Football Club de la Liga Premier de Inglaterra. Regresaría al fútbol de la Concacaf para militar con equipos Club Social y Deportivo Comunicaciones de Liga Nacional de Fútbol de Guatemala en 1998 y el San Jose Clash de la Major League Soccer en 1999. Regresaría a Costa Rica al siguiente año para formar parte de la Liga Deportiva Alajuelense, equipo con el que se proclamaría campeón en las temporadas 2000-01 y 2001-02. Tendría una segunda vinculación al fútbol europeo en el 2003, pero en esta ocasión lo haría con el OFI Creta de la Super Liga de Grecia. Para el 2005 se incorporaría al Club Deportivo Irapuato en recomendación del entrenador costarricense Alexandre Guimarães. Ese mismo año volvería al conjunto de la Liga Deportiva Alajuelense, ya que el Irapuato enfrentaba problemas administrativos, por lo que la Federación Mexicana de Fútbol decidió relegarlo al descenso. En su corta segunda vinculación con los manudos alcanzó el título de campeón en 2004-2005, ya que ese mismo año jugaría de nuevo para el Club Social y Deportivo Comunicaciones, donde se mantendría hasta el 2007, cuando se incorporaría al Maccabi Netanya de Israel. Este tercer paso por el fútbol europeo sería fugaz, ya que estaría únicamente un mes en territorio israelí. Ese mismo año regresaría al Club Sport Herediano, equipo con el que se mantendría hasta su retiro en abril de 2010.
A niveles de selecciones nacionales debutó en un encuentro amistoso ante Arabia Saudí el 23 de septiembre de 1993. Disputó los Juegos Panamericanos de 1995, así como la Copa Uncaf 1995, Copa Uncaf 1999, Copa Uncaf 2001, Copa América 1997, Copa América 2001, Copa de Oro de la Concacaf 2002, Copa Mundial de Fútbol de 2002 y Copa Mundial de Fútbol de 2006. También participó en las eliminatorias de la Copa Mundial de Fútbol de 1998. Registra 110 presencias internacionales de clase A, contabilizando 6 anotaciones.
Como entrenador ha sido asistente técnico de Jafet Soto, Odir Jacques y Claudio Jara en el Club Sport Herediano. Junto a Odir Jacques alcanzó el título de campeón en el Verano 2012. Consigue también el título de campeón dirigiendo al Alto Rendimiento del Club Sport Herediano. En el 2013 fue asignado como el director técnico del Club Sport Herediano, sin embargo, sería destituido de este cargo luego de 6 partidos en Primera División.

### Goles internacionales
| #  | Fecha                 | Lugar                                                  | Oponente       | Anotaciones | Resultado | Competición                                             |
| -- | --------------------- | ------------------------------------------------------ | -------------- | ----------- | --------- | ------------------------------------------------------- |
| 1. | 19 de febrero de 1997 | Estadio Eladio Rosabal Cordero, Heredia, Costa Rica    | Venezuela      | 2–1         | 5–2       | Amistoso                                                |
| 2. | 23 de marzo de 1997   | Estadio Ricardo Saprissa, Tibás, Costa Rica            | Estados Unidos | 2–1         | 3–2       | Eliminatorias Copa Mundial de Fútbol de 1998 (Concacaf) |
| 3. | 24 de febrero de 1999 | Estadio Ricardo Saprissa, Tibás, Costa Rica            | Jamaica        | 1–0         | 9–0       | Amistoso                                                |
| 4. | 24 de febrero de 1999 | Estadio Ricardo Saprissa, Tibás, Costa Rica            | Jamaica        | 2–0         | 9–0       | Amistoso                                                |
| 5. | 1 de julio de 2001    | Estadio Nacional de Tegucigalpa, Tegucigalpa, Honduras | Honduras       | 2–3         | 2–3       | Eliminatorias Copa Mundial de Fútbol de 2002 (Concacaf) |
| 6. | 19 de junio de 2005   | He Long Sports Center, Changsha, China                 | China          | 1–1         | 2–2       | Amistoso                                                |

### Participaciones en Copas del Mundo
| Mundial           | Sede                  | Resultado      |
| ----------------- | --------------------- | -------------- |
| Copa Mundial 2002 | Japón y Corea del Sur | Fase de grupos |
| Copa Mundial 2006 | Alemania              | Fase de grupos |

## Clubes

### Como jugador
| Club                    | País           | Año         |
| ----------------------- | -------------- | ----------- |
| C. S. Herediano         | Costa Rica     | 1990-1997   |
| Derby County F. C.      | Inglaterra     | 1997-1998   |
| C. S. D. Comunicaciones | Guatemala      | 1998 - 1999 |
| San Jose Earthquakes    | Estados Unidos | 1999-2000   |
| L. D. Alajuelense       | Costa Rica     | 2001-2002   |
| OFI Creta               | Grecia         | 2002-2004   |
| C. D. Irapuato          | México         | 2004        |
| L. D. Alajuelense       | Costa Rica     | 2004 - 2005 |
| C. D. Comunicaciones    | Guatemala      | 2005 - 2007 |
| Maccabi Netanya         | Israel         | 2007        |
| C. S. Herediano         | Costa Rica     | 2007-2010   |

### Como técnico
| Club            | País       | Año       |
| --------------- | ---------- | --------- |
| C. S. Herediano | Costa Rica | 2013      |
| Jicaral Sercoba | Costa Rica | 2021-2024 |

### Como asistente técnico
| Equipo                  | País       | Año         |
| ----------------------- | ---------- | ----------- |
| Club Sport Herediano    | Costa Rica | 2012        |
| Belén F. C.             | Costa Rica | 2014        |
| C. S. Herediano         | Costa Rica | 2015 - 2017 |
| C. S. D. Municipal      | Guatemala  | 2018        |
| C. S. Herediano         | Costa Rica | 2019        |
| UCR Fútbol Club         | Costa Rica | 2019        |
| Selección de Costa Rica | Costa Rica | 2019-2021   |
| Jicaral Sercoba         | Costa Rica | 2021-2022   |
| A.D. San Carlos         | Costa Rica | 2025-act.   |

## Palmarés

### Como jugador
| Título                         | Club            | País       | Año  |
| ------------------------------ | --------------- | ---------- | ---- |
| Primera División de Costa Rica | C.S Herediano   | Costa Rica | 1993 |
| Primera División de Costa Rica | L.D Alajuelense | Costa Rica | 2001 |
| Primera División de Costa Rica | L.D Alajuelense | Costa Rica | 2002 |
| Primera División de Costa Rica | L.D Alajuelense | Costa Rica | 2005 |

### Títulos internacionales
| Título     | Club                    | País       | Año  |
| ---------- | ----------------------- | ---------- | ---- |
| Copa UNCAF | Selección de Costa Rica | Costa Rica | 1999 |

### Como asistente técnico
| Título                         | Club          | País       | Año  |
| ------------------------------ | ------------- | ---------- | ---- |
| Primera División de Costa Rica | C.S Herediano | Costa Rica | 2012 |
| Primera División de Costa Rica | C.S Herediano | Costa Rica | 2015 |
| Primera División de Costa Rica | C.S Herediano | Costa Rica | 2016 |
| Primera División de Costa Rica | C.S Herediano | Costa Rica | 2017 |